# Baar-Ebenhausen
Baar-Ebenhausen è un comune tedesco di 4 810 abitanti, situato nel land della Baviera.